# Lycosa leireana
Lycosa leireana este o specie de păianjeni din genul Lycosa, familia Lycosidae, descrisă de Franganillo, 1918.
Este endemică în Spania. Conform Catalogue of Life specia Lycosa leireana nu are subspecii cunoscute.